# Otto Pfleiderer
Otto Pfleiderer, född den 1 september 1839, död den 18 juli 1908, var en tysk protestantisk teolog, bror till Edmund von Pfleiderer.
Pfleiderer, som från 1875 var professor i systematisk teologi vid universitetet i Berlin, tillhörde den gammalliberala skolan med hegelskt inflytande. 
Bland hans många arbeten märks Religionsphilosophie auf geschichtlicher Grundlage (1878, 3:e upplagan 1896), Die Ritschlsche Theologie, kritisch beleuchtet (1891), Geschichte der Religionsphilosophie von Spinoza bis auf die Gegenwart (3:e upplagan 1893), The Development of Theology since Kant (1890; utvidgad tysk upplaga 1891). 
På det nytestamentliga området skrev Pfleiderer bland annat Das Urchristentum, seine Schriften und Lehren(1887; 2:a upplagan 1902), Der Paulinismus (1873; 2:a upplagan 1890) samt en rad avhandlingar över paulinsk och johanneisk teologi i Hilgenfelds "Zeitschrift für wissenschaftliche Theologie".